# شبکه جهانی ذخایر زیست‌کره یونسکو

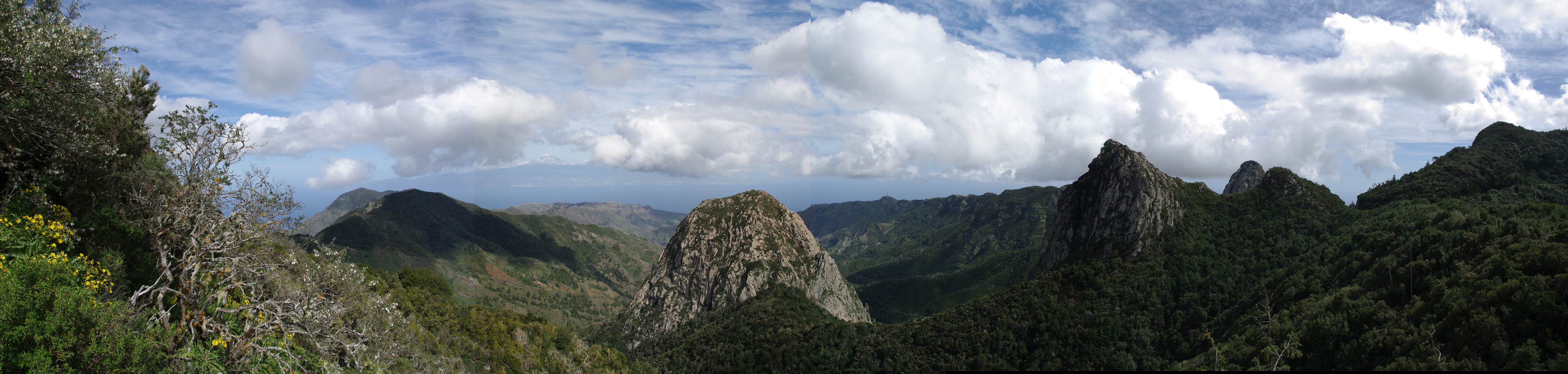
La Gomera دومین جزیره کوچک اصلی در زنجیره جزیره قناری اسپانیا است که با کوه‌های آتشفشانی تلاقی‌شده با مسیرهای پیاده‌گردی مشخص شده است.

شبکه جهانی ذخایر زیست‌کره یونسکو (انگلیسی: World Network of Biosphere Reserves) مناطق حفاظت شده بین‌المللی از ذخایر زیست‌کره است که تحت برنامه انسان و زیست‌کره ایجاد شده‌اند. یونسکو هر سال ذخایر جدید زیست کره را به منظور ترویج و تقویت توسعه پایدار، حفاظت از زیست‌بوم‌های زمینی، دریایی و ساحلی و همچنین تشویق هر چه بیشتر به حفاظت از این مراکز تعیین می‌کند.

## هدف
شبکه جهانی ذخایر زیست کره (WNBR) برنامه MAB از شبکه ای پویا و تعاملی از سایت‌ها تشکیل شده است. این سازمان برای تقویت ادغام هماهنگ مردم و طبیعت برای توسعه پایدار از طریق گفتگوی مشارکتی، اشتراک دانش، کاهش فقر، بهبود رفاه انسان، احترام به ارزش‌های فرهنگی و با بهبود توانایی جامعه برای مقابله با تغییرات آب و هوایی کار می‌کند. همکاری شمال-جنوب و جنوب-جنوب را ترویج می‌کند و ابزاری منحصر به فرد برای همکاری بین‌المللی از طریق تبادل تجربیات و دانش فنی، ظرفیت سازی و ترویج بهترین شیوه‌ها است. en:World Network of Biosphere Reserves

## شبکه
تا سال ۲۰۲۲ تعداد کل اعضا به ۷۳۸ ذخیره گاه زیست کره در ۱۳۴ کشور (شامل ۲۲ سایت فرامرزی) رسیده است که در تمام مناطق جهان وجود دارد. این در حال حاضر برخی از ذخایر زیست کره را در نظر می‌گیرد که در طول سال‌ها حذف یا بازنگری شده‌اند، زیرا تمرکز برنامه از حفاظت ساده از طبیعت به مناطقی که تعامل نزدیک بین انسان و محیط را نشان می‌دهد تغییر کرده است.[نیازمند منبع]در سال ۲۰۲۳، ده زیست کره دیگر اعلام شد. در سال ۲۰۲۴، یازده زیست کره دیگر اعلام شد. این در مجموع ۷۵۹ سایت در ۱۳۶ کشور در پایان سال ۲۰۲۴ به ارمغان می‌آورد. en:World Network of Biosphere Reserves

نقشه ذخایر زیست کره، تا سال ۲۰۱۳. توجه: مکان‌های فرامرزی در بین تمام کشورهایی که در آنها واقع شده‌اند، گنجانده شده‌اند و به همین دلیل چندین بار شمارش شده‌اند.

| منطقه یونسکو                  | تعداد ذخایر زیست کره (۲۰۲۲) | تعداد کشورها (۲۰۲۲) |
| ----------------------------- | --------------------------- | ------------------- |
| آفریقا                        | ۸۶                          | ۳۱                  |
| کشورهای عربی                  | ۳۵                          | ۱۴                  |
| آسیا و اقیانوسیه              | ۱۶۸                         | ۴۰                  |
| اروپا و آمریکای شمالی         | ۳۰۶                         | ۲۴                  |
| آمریکای لاتین و دریای کارائیب | ۱۳۲                         | ۲۲                  |